# Rusa
Rusa là một chi động vật có vú trong họ Hươu nai, bộ Guốc chẵn. Chi này được C. H. Smith miêu tả năm 1827. Loài điển hình của chi này là Cervus unicolor Kerr, 1792.

## Các loài
Chi này gồm các loài:
- Rusa alfredi - Nai đốm Philippine
- Rusa marianna - Philippine Brown Deer hayt Philippine Sambar
- Rusa timorensis - Rusa Deer hay Sunda Sambar
- Rusa unicolor - Sambar